# Супер Макгрубер
«Супер Макгрубер» (англ. MacGruber) — кинокомедия 2010 года режиссёра Йорма Такконе, основанная на серии скетчей Saturday Night Live про секретного агента Макгрубера. Объектом пародии стал сериал о Макгайвере.

## Сюжет
На территории России в дальневосточных горах Джугджур Дитер фон Кант захватил контроль над ракетой X-5, и только специальный агент Макгрубер может остановить его. В связи с этим полковник Джеймс Фэйт и лейтенант Диксон Пайпер (Райан Филипп) едут в удалённую деревню Конго для того, чтобы убедить Макгрубера вернуться и помочь всему миру.

## В ролях
- Уилл Форте — Макгрубер
- Вэл Килмер — Дитер фон Кант
- Райан Филипп — лейтенант Диксон Пайпер
- Пауэрс Бут — полковник Джеймс Фэйт

## Реакция критики
В Америке фильм получил средние отзывы.
Сборщик рецензий Rotten Tomatoes сообщил о том, что 49 % критиков дали киноленте положительные оценки, на основе 84 обзоров, со средним балом 5,2/10. Metacritic оценил фильм на 44 балла из 100 на основе 21 отзыва.
Несмотря на обилие фекально-генитального юмора, «Супер Макгрубер» остаётся в памяти вовсе не этим. Ведь он относится к тому типу издёвок, которые, хоть и выглядят злыми, на деле пронизаны искренней любовью к пародируемому предмету.
 — пишет Дарья Горячева в Газета.ру 
Все шутки точны и остроумны, но от каждой остаётся смешанное ощущение: ты присутствуешь то ли в цирке лилипутов, то ли при избиении младенцев. Ржать над таким в голос как-то не очень. Впрочем, предвидя растерянность зала, сценаристы выдают солидный аванс — ещё в прологе мы видим, как русский спецназовец орёт в рацию: «Отвечай, вомбат!» И, похоже, это не позывной.
 — пишет Василий Корецкий в журнале TimeOut.